# Sofia Doroteia de Anhalt-Zerbst
Sofia Doroteia de Anhalt-Zerbst (Zerbst, 25 de setembro de 1607 — Hitzacker, 26 de setembro de 1634), membro da Casa de Ascânia, foi princesa de Anhalt-Zerbst e duquesa-consorte de Brunsvique-Volfembutel.

## Família
Doroteia era a filha mais velha do príncipe Rudolfo de Anhalt-Zerbst e da duquesa Doroteia Edviges de Brunsvique-Volfembutel. Os seus avós paternos eram o príncipe Joaquim Ernesto de Anhalt-Zerbst e a duquesa Leonor de Vurtemberga. Os seus avós maternos eram o duque Henrique Júlio de Brunsvique-Volfembutel e a princesa Doroteia da Saxónia.

## Casamento e descendência
Sofia Doroteia casou-se no dia 26 de outubro de 1623 com o duque Augusto, o Jovem de Brunsvique-Volfembutel. Juntos tiveram cinco filhos:
1. Henrique Augusto de Brunsvique-Volfembutel (28 de abril de 1625 - 30 de setembro de 1627), morreu aos dois anos de idade.
2. Rudolfo Augusto de Brunsvique-Volfembutel (16 de maio de 1627 - 26 de janeiro de 1704), casado com a duquesa Cristiana Isabel de Barby-Muhlingen; com descendência.
3. Sibila Úrsula de Brunsvique-Volfembutel (8 de dezembro de 1629 - 12 de dezembro de 1671), casada com o príncipe Cristiano de Eslésvico-Holsácia-Sonderburgo-Glucksburgo; com descendência.
4. Clara Augusta de Brunsvique-Volfembutel (25 de junho de 1632 - 6 de outubro de 1700); sem descendência.
5. António Ulrich de Brunsvique-Luneburgo (4 de outubro de 1633 - 27 de março de 1714), casado com a princesa Isabel Juliana de Eslésvico-Holsácia-Sonderburgo-Nordborg; com descendência.